# スミトラー

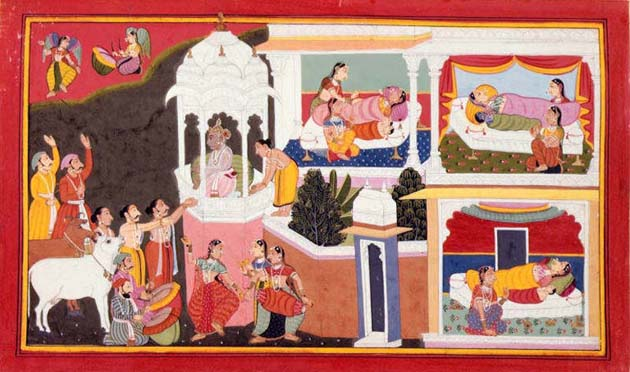
双子を生んだスミトラー（真ん中の上段）

スミトラー（Sumitrā, 梵: सुमित्रा）は、インド神話の叙事詩『ラーマーヤナ』に登場する女性。ダシャラタ王の妃で、ラクシュマナ、シャトルグナの母。
ダシャラタ王は王子誕生を祈願した馬祀祭において神々の使者から天上の甘露を授かった。これをカウサリヤーが半分譲り受けた後、スミトラーは残った甘露のさらに半分を授かって、残りをカイケーイー妃にわたした。しかしダシャラタ王はカイケーイー妃に与えられたうちの半分をスミトラーに与えることを望んだため、カイケーイーは半分を得て残りを再びスミトラーに与えた。こうして天上の甘露を二度与えられたスミトラーは双子を懐妊し、後にラクシュマナとシャトルグナを生んだとされる。